# 大兴站 (黑龙江省)
大兴站是位于黑龙江省齐齐哈尔市泰来县大兴镇的一个铁路车站，邮政编码162408。车站建于1926年，有平齐铁路经过该站，现办理客货运业务，车站及其上下行区间均已电气化。车站距离四平站516公里，隶属哈尔滨铁路局，是四等站。